# Chiesa di San Tommaso Apostolo (Monte Antico)
La chiesa di San Tommaso Apostolo è un edificio religioso situato a Monte Antico, nei pressi del castello medievale, all'interno del territorio comunale di Civitella Paganico, in Toscana.

## Storia e descrizione
Di origini incerte, la chiesa sorse dopo la definitiva scomparsa della pieve di San Giovanni Battista ad Ancaiano. Probabilmente dedicata inizialmente ad un altro santo, deve la sua attuale denominazione ad epoche recenti. Il suo aspetto attuale in stile neomedievale è stato conferito dai lavori di ristrutturazione che si sono svolti nella prima metà del secolo scorso.
L'edificio religioso, attualmente sconsacrato, si presenta in stile neoromanico, con strutture murarie rivestite in pietra. La facciata si presenta ripartita in tre ordini da lesene, ciascuno dei quali corrisponde internamente ad una navata; la parte centrale, ove si apre il portale d'ingresso architravato con arco a tutto sesto e lunetta, risulta più ampia delle due parti laterali che si caratterizzano per la presenza di una nicchia. Nella parte alta della facciata spicca, al centro, un rosone, sopra il quale si apre una nicchia contenente la statua del santo.
Sul fianco laterale destro si eleva il campanile, dalle linee semplici, con la cella campanaria racchiusa all'interno delle monofore a tutto sesto che si aprono nella parte superiore, oltre le quali si eleva la piramide cuspidale che poggia su un tetto di poco sporgente.
L'interno dell'edificio religioso, ove si tengono rassegne e mostre d'arte a carattere temporaneo, è ripartito in tre navate, di cui la centrale più alta e ampia di quelle laterali.